# Maykel Massó
Maykel Demetrio Massó (Santiago de Cuba, 8 de maio de 1999) é um atleta do salto em distância cubano, medalhista olímpico.
Seus recordes pessoais no evento são 8,39 metros ao ar livre (+0,6 m/s, La Habana 2021) e 8,08 metros em áreas cobertas (Karlsruhe 2021). Nos Jogos Olímpicos de Verão de 2020, conquistou a medalha de bronze com um salto de 8,21 m.